# آبشار اپول
آبشار اپول (به لاتین: Epol Falls) یک آبشار در فیلیپین است که در Barangay Baganihan, Marilog District, Davao City واقع شده‌است.